# 顧柄
顧柄（1509年—？），字文謙，號仲巖，直隸蘇州府常熟縣人，民籍，明朝政治人物。

## 生平
嘉靖二十二年（1543年）癸卯科應天鄉試第八十六名舉人，二十六年（1547年）中式丁未科會試第二百八十三名，二甲第四十名進士。兵部觀政，授工部主事，榷稅荊州，升員外郎，管臨清磚廠，出為貴州按察司僉事、分巡思南，任貴州鄉試正考官，被御史論劾回籍聽勘。既而御史以不法敗，調廣西按察司僉事，升湖廣布政使司右參議，卒於官。

## 家族
曾祖顧海；祖父顧彥璵；父顧胤，母鄧氏。慈侍下。